# 레바논의 가톨릭 교구 목록
레바논의 가톨릭 교구는 마로니트전례교회가 총대주교구1개와 대교구 4개 일반교구 6개이며 그리스-멜키트전례교회가 2개관구에 2개 관구장좌대교구와 5개 일반대교구로 구성되며, 아메리칸전례교회가 1개대교구가 있으며
시리안전례교회가 1개총대주교구와 주교구 1개가 있으며  칼데이전례교회 교구1개와 라틴전례의 로마 가톨릭교회 대목구가 1개 있다

## 마로니트전례 가톨릭 교회 교구

### 안티오키아 총대주교 직할 관구
- 안티오키아총대주교구(Patriarchal See of Antioch)
  - 제베-사바-조운니에 교구(Diocese of Jebbeh–Sarba–Jounieh)

### 독립 교구
- 안텔리아스 대교구(Archdiocese of Antélias)
- 베이루트 대교구(Archdiocese of Beirut)
- 트리폴리 대교구(Archdiocese of Tripoli)
- 티르 대교구(Archdiocese of  Tyr)
- 발벡-데이르알-아마르 교구(Diocese of Baalbek–Deir Al-Ahmar)
- 바트로운 교구(Diocese of  Batroun)
- 즈베일 교구(Diocese of  Jbeil)
- 사이다 교구(Diocese of  Saïdā)
- 자흐레 교구(Diocese of  Zahlé)

## 아메리칸전례 가톨릭 교구

### 베이루트 관구(Provinc of  Beirut)
- 베이루트 관구장좌 대교구 ( Archdiocese of Beirut)

## 시리안전례 가톨릭 교구

### 안티오키아 총대주교 직할관구
- 안티오키아 총대주교구(Patriarchal See of Antioch)
  - 베이루트 교구(Diocese of Beirut)

## 그리스-멜키드전례 가톨릭 교구

### 베이루트-기바일 관구(Provinc of Beirut–Gibail)
- 베이루트-기바일 대교구(Archdiocese of Beirut–Gibail)

### 티르 관구( Provinc of Tyr)
- 티르 관구장좌 대교구(Archdiocese of Tyr)
  - 바니야스 대교구(Archdiocese of  Bāniyās)
  - 사이다 대교구(Archdiocese of   Saïdā)
  - 트리폴리 대교구(Archdiocese of  Tripoli)

### 독립 교구
- 발벡 대교구(Archdiocese of Baalbek)
- 잘레-푸졸 대교구(Archdiocese of Zahleh–Furzol)

## 칼데아전례 가톨릭 교구
- 베이루트 교구(Diocese of  Beirut)

## 로마 가톨릭 교구
- 베이루트 대목구(Apostolic Vicariate of Beirut)